# پیاده‌روی ستارگان ووچ
پیاده‌روی ستارگان ووچ (لهستانی: Aleja Gwiazd w Łodzi) یک پیاده‌روی مشاهیر در شهر ووچ لهستان، واقع در خیابان پیوترکوفسکا، مابین شماره ۶ خیابان سیرپنیا و خیابان ژنرال روموآلد تراوگوت و گذرگاه آرتور روبینشتاین است.
فکر ایجاد این پیاده‌روی مشاهیر، با الگوبرداری از پیاده‌روی مشاهیر هالیوود، در سال ۱۹۹۶ توسط یان ماخولسکی مطرح شد. نخستین ستاره برنجی برای بازیگر لهستانی آندژی سورین در ۲۸ مه ۱۹۹۸ نصب شد. طراح ستاره‌ها، آندژی پونگوفسکی است. در سمت زوج (شرق خیابان) کارگردانان و فیلمبرداران قرار دارند، در حالی که سمت فرد (غرب خیابان) - به بازیگران اختصاص دارد. تصمیم برای اهدای ستاره توسط هیئت داوران متشکل از هنرمندان ووچ و افراد درگیر با فرهنگ و هنر گرفته می‌شود. از ۴ ژوئن ۲۰۱۸، متولی خیابان پیاده‌روی ستارگان ووچ، «مرکز ملی فرهنگ فیلم در ووچ» است، که بخشی از پروژه «شهر سینمایی ووچ» یونسکو محسوب می‌شود.

## نگارخانه

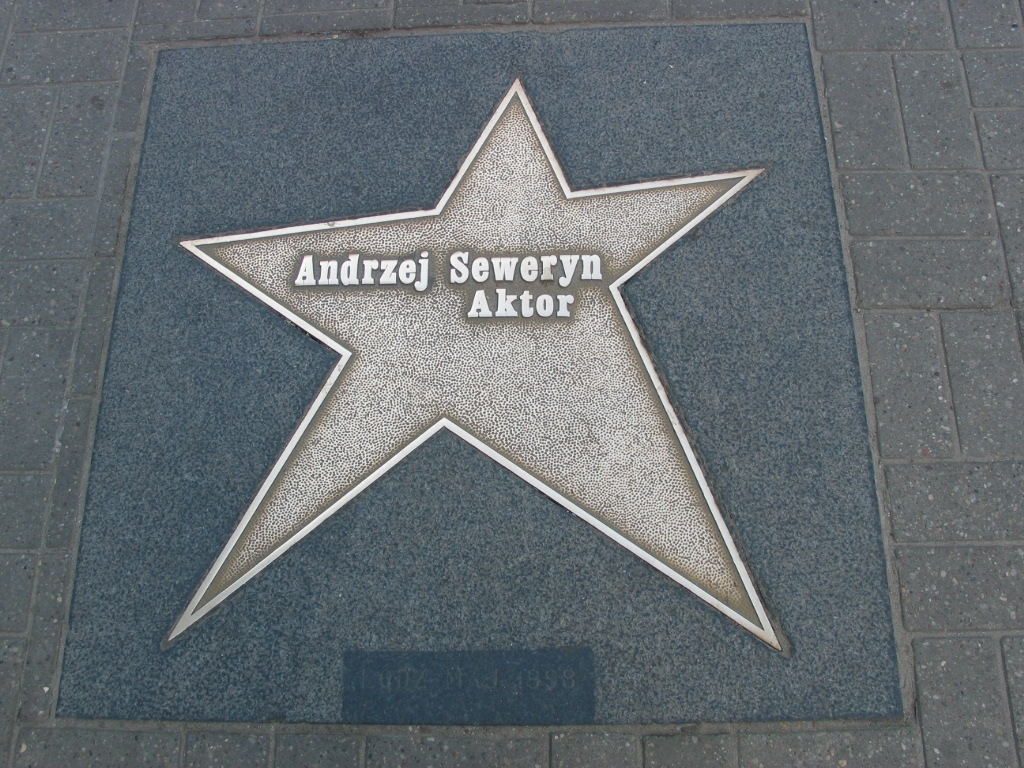
ستارهٔ آندژی سورین نخستین ستارهٔ این پیاده‌روی مشاهیر بود که در ۲۸ مه ۱۹۹۸ رونمایی شد.
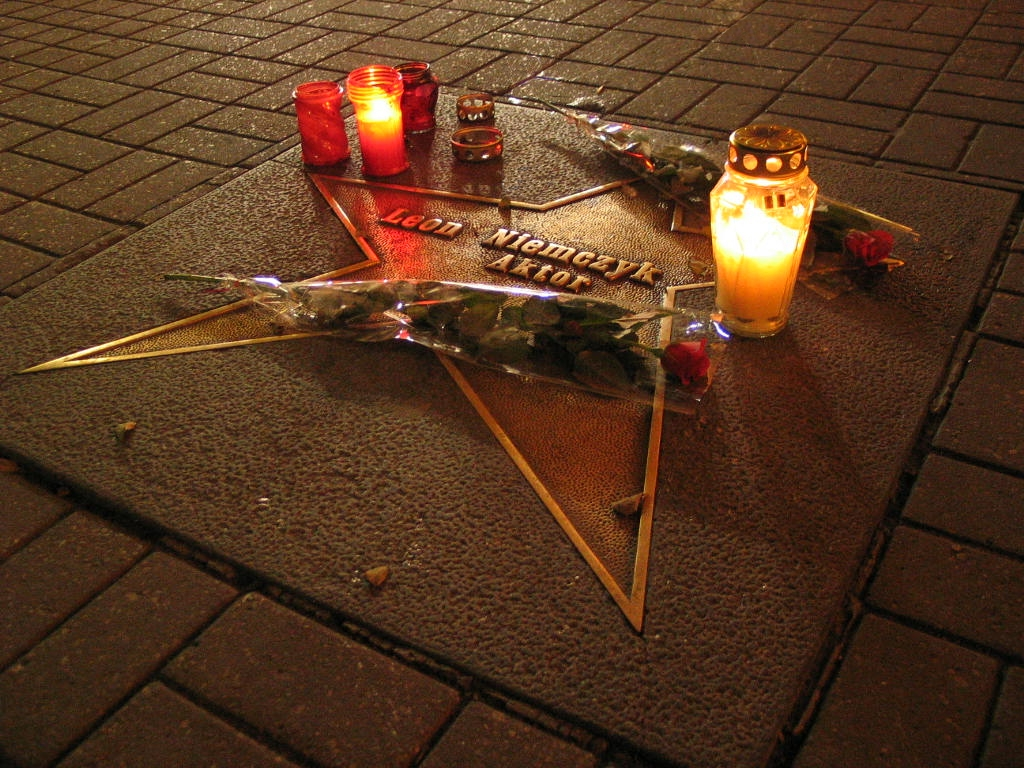
ستارهٔ لئون نیمچیک در روز پس از مرگش (۳۰ نوامبر ۲۰۰۶)